# فرودگاه واربورگ/زیجس
فرودگاه واربورگ/زیجس (به انگلیسی: Warburg/Zajes Airport) یک فرودگاه خصوصی است. این فرودگاه در کشور کانادا قرار دارد و در ارتفاع ۷۷۱ متری از سطح دریا واقع شده‌است.